# Résonance de Feshbach
Pour les articles homonymes, voir Résonance (homonymie).
Une résonance de Feshbach est un phénomène de résonance des interactions entre deux particules lorsqu'on fait varier un paramètre externe, due à un couplage entre les particules initialement dans un canal ouvert et un état lié d'un canal fermé.
Cette définition abstraite est illustrée plus concrètement dans les parties suivantes de l'article.

## Résonance de Feshbach entre atomes ultrafroids induite par un champ magnétique extérieur
On considère une collision entre atomes ultrafroids. On montre que les collisions de faible énergie (i.e. dans un gaz ultrafroid) sont caractérisées par un seul paramètre, la longueur de diffusion {\displaystyle a}, qui ne dépend que du potentiel d'interaction entre atomes.
Ce potentiel d'interaction dépend des états internes des atomes ; ainsi on distingue le potentiel d'interaction lorsque les deux atomes sont dans un état de spin triplet ou singulet. Lorsque deux atomes interagissent dans l'état triplet (le canal ouvert), ils peuvent se coupler à un état lié du potentiel singulet (le canal fermé). Ce couplage change fortement la longueur de diffusion s'il y a résonance entre les atomes interagissant dans l'état triplet et l'état lié singulet, c'est-à-dire lorsque les énergies de ces derniers coïncide. Si le champ magnétique agit différemment sur les états triplet et singulet, on peut le choisir pour porter ces deux énergies à coïncidence. La longueur de diffusion présente alors un comportement divergent autour du champ magnétique {\displaystyle B_{0}} correspondant à la résonance : 
{\displaystyle a=a_{bg}\left(1-{\frac {\Delta B}{B-B_{0}}}\right),}
où {\displaystyle a_{bg}} est une longueur et {\displaystyle \Delta B} est la largeur de la résonance.